# جنرال إلكتريك
جنرال إلكتريك (بالإنجليزية: General Electric)‏ واختصارها (GE) هي شركة صناعية وتكنولوجية أمريكية ضخمة متعددة الجنسيات، تأسست في مدينة نيويورك ومقرها حاليًا في بوسطن، تعمل الشركة في قطاعات الطيران، والرعاية الصحية، والطاقة، والطاقة المتجددة، وصناعة التكنولوجيا الرقمية، ورأس المال الاستثماري والتمويل.
صُنفت جنرال إلكتريك في 2011 ضمن قائمة فورتشين 20 في المرتبة الرابعة عشرة لأكثر الشركات تحقيقًا للأرباح، ومنذ ذلك الحين انهارت أرباحها بنحو 75 بالمائة،  وفي 2019 صُنفت في المرتبة 21 في قائمة فورتشين 500 لأكبر الشركات الأمريكية من حيث إجمالي الإيرادات.
حصل موظفان من جنرال إلكتريك على جائزة نوبل وهم إيرفينغ لانجموير (1932) وإيفار جيايفر.

## لمحة تاريخية
تأسست في نيويورك في عام 1892 أسسها العالم الأمريكي إديسون الذي اخترع مصباح الضوء، جنرال إلكتريك (تأسست في عام 1878) مع شركتين كهربائيتين أخرتين.

### التشكيل

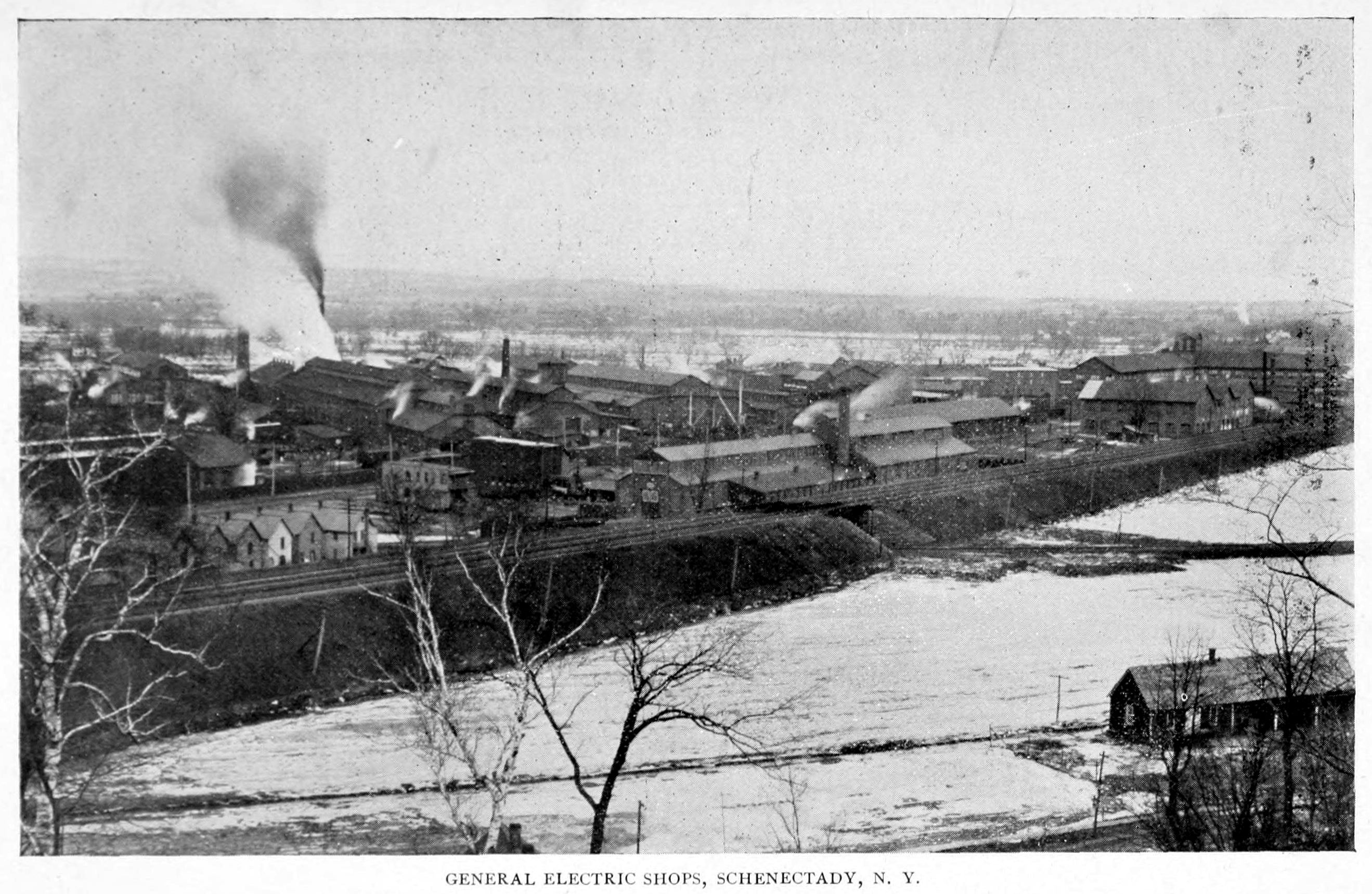
منظر جوي لمقر جنرال إلكتريك في شينيكتادي ولاية نيويورك في 1896

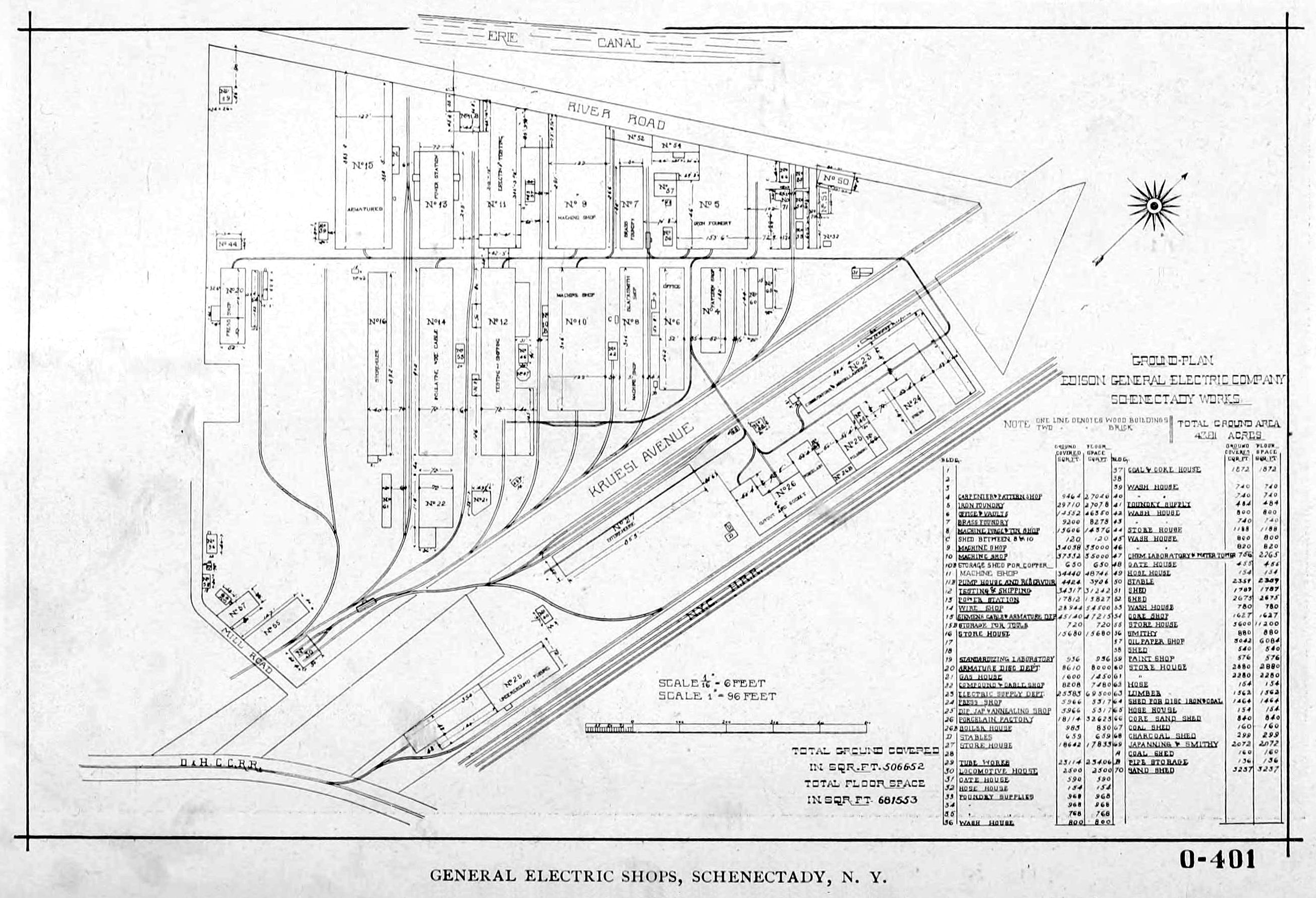
مخطط مصنع شينيكتادي، 1896

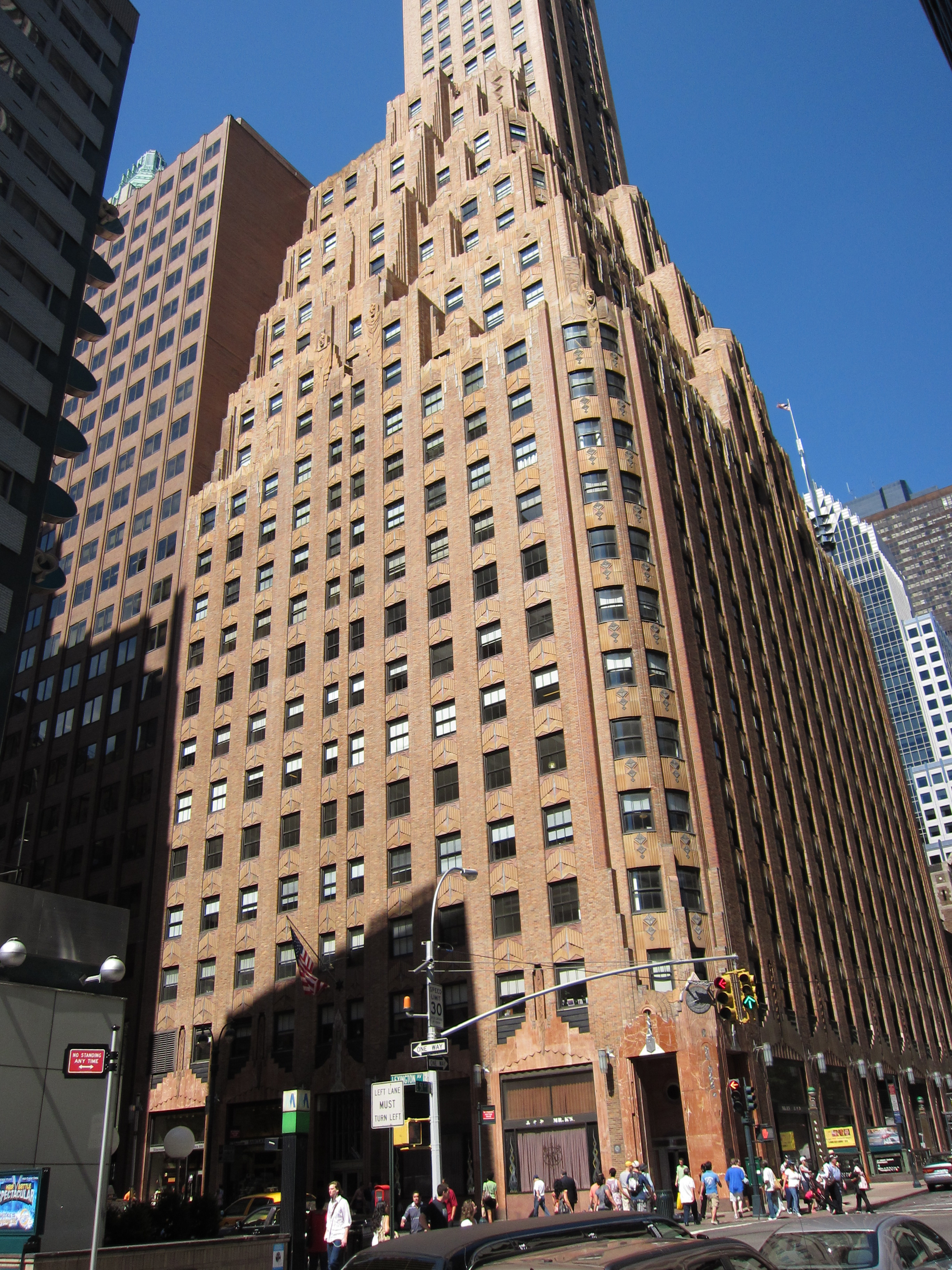
مبنى جنرال إلكتريك في شارع 570 ليكسينغتون بولاية نيويورك

كانَ لتوماس إديسون مصالح تجاريَّة في العديد من الشَّرِكَاتِ المُرتبطة بالكهرباء خِلال عام 1889، بما فيها شركة تَصنِيع المصابيح «شركة إديسون لامب» في نيو جيرسي، وشركة تَصنِيع المحرّكات الكهربائيّة الكبيرة «إيدسون ماشين ووركسس» في شينيكتادي، نيويورك، وشركة تَصنِيع المآخذ الكهربائيّة وأَجهِزَة الإضاءة الكهربائيّة الأُخرى «شركة بيرجمان وشركائه»، و«شركة إديسون للكهرباء» المالكة لبراءات الاختراع والذراع الماليّ المدعوم من جون بيربونت مورجان وعائلة فاندربيلت.
في عام 1889 مولت شركة دريكسيل ومورجان وشركائه [الإنجليزية] (التي أسسها جون بيربونت مورجان وأنتوني جوزيف دريكسل) أبحاث إيدسون وساعدته في دمج هذه الشَّرِكَاتِ في شركة واحدة لتشكيل شركة «إيدسون جنرال إلكتريك» في نيويورك في 24 أبريل 1889، واِستَحوذت الشركة الجديدة على شركة «سبراغ إلكتريك للسكك الحديديَّة والمحرّكات» في نفس العام.
في 1880 أَسّسَ «جيرالد والدو هارت» شركة الكهرباء الأمريكيَّة في نيو بريتن، وبعد سنوات قليلة اندمجت مع شركة طومسون هيوستن بِقيادة تشارلز كوفين، وفي 1887 استقال هارت ليصبح مشرفًا على شركة إديسون للكهرباء في كانساس سيتي بولاية ميسوري. تأسّست شركة جنرال إلكتريك في 1892 باندماج شركة «إديسون جنرال إلكتريك» مع شركة «طومسون-هيوستن إلكتريك» بدعم من شركة دريكسيل ومورجان وشركائه. وأستمر المصنعان في العمل تحت شعار جنرال إلكتريك ("GE")،  تأسّست الشركة في نيويورك واستخدمت مصنع شينيكتادي كمقر لها، وفي نفس الوقت تم إِنشاء «جنرال إلكتريك الكنديَّة».
في عام 1893 اشترت شركة جنرال إلكتريك شركة رودولف إيكماير وحصلت على جميع براءات الاختراع والتصميمات الخاصّة بها، وطورت بِقيادة تشارلز بروتيوس شتاينميتز محولات نقل الطاقة الكهربائيّة.

### شركة عامة
في عام 1896 كانت جنرال إلكتريك واحدة من اثنا عشر شركة أصليَّة مدرجة في مؤشر داو جونز الصناعي الذي شُكلّ حديثًا،  وظلت جُزءًا منه لمدَّة 122 عامًا بشكلٍ متقطع.

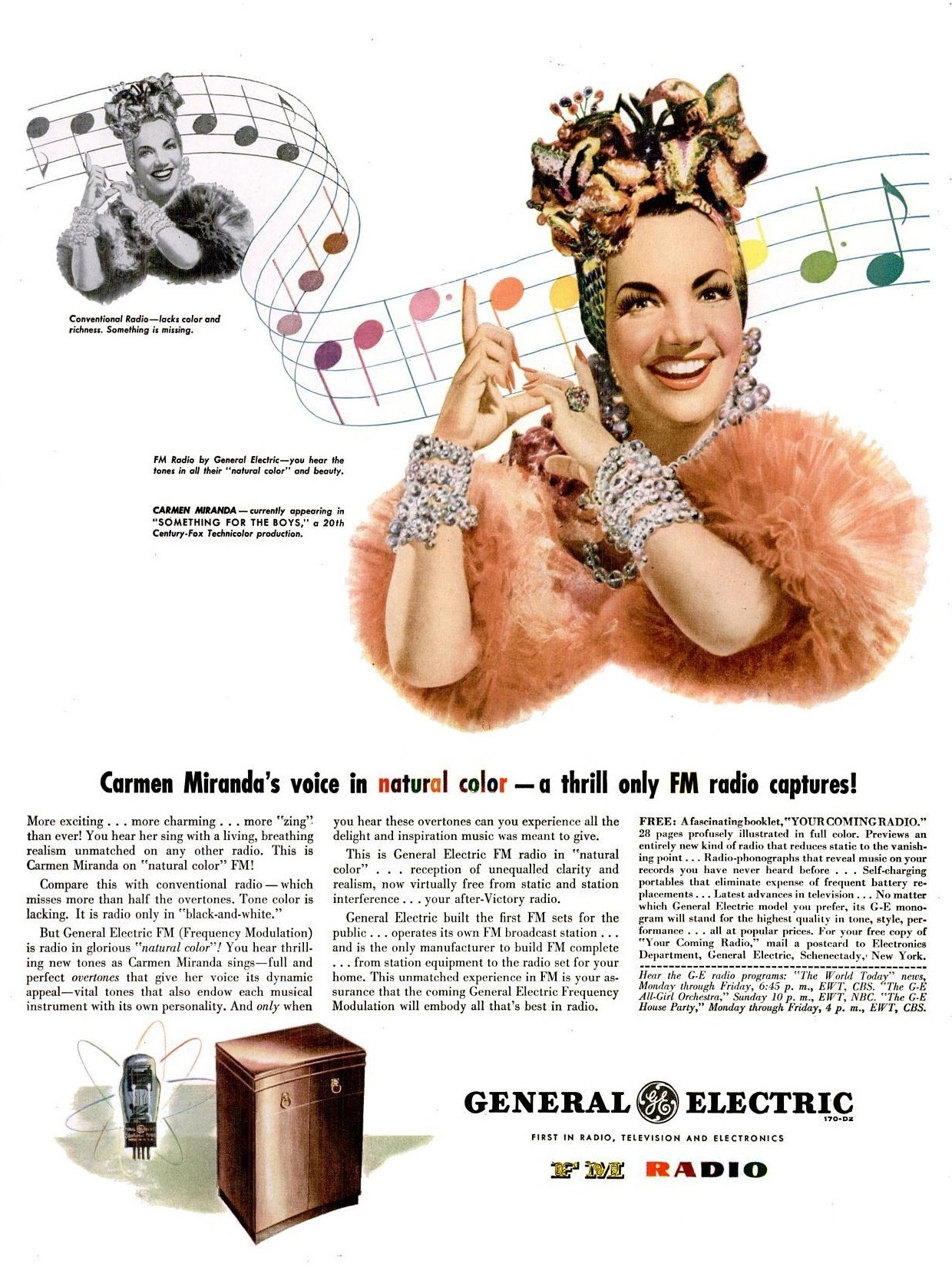
كارمن ميرندا في إعلان عام 1945 لإذاعة جنرال إلكتريك

في عام 1911 استوعبت شركة جنرال إلكتريك «الجمعيَّة الوطنيَّة للمصباح الكهربائي» في أعمال الإضاءة الخاصّة بها، وأسست جنرال إلكتريك المقر الرئيسيّ لقسم الإضاءة في نيلا بارك في شرق كليفلاند.

### الإذاعة والتلفاز
أَسّسَ أوين يونغ شركة راديو أمريكا كشركة تابعة لجنرال إلكتريك في 1919، بعدَ شرائه لِشَرِكَة ماركوني للتلغراف اللاسلكي الأمريكيَّة، وكان يهدف إلى توسيع الاتّصالات اللاسلكيَّة الدوليَّة، واستخدمت جنرال إلكتريك شركة راديو أمريكا كذراع البيع بالتجزئة لمبيعات الراديو،  وفي 1926 شاركت راديو أمريكا في تأسيس هيئة الإذاعة الوطنية التي بنت شبكتين للبث الإذاعي، وفي 1930 قررت جنرال إلكتريك الانسحاب من شركة راديو أمريكا بعدَ اِتِهامات لها بالاحتكار، وأصبحت راديو أمريكا شركة مستقلة.
في عام 1927 قدم إرنست ألكسندرسون أول عرض تلفزيوني،  من منزله في شينيكتادي في ولاية نيويورك، وفي 13 يناير 1928 قدم أول بث للجمهور في الولايات المتَّحدة على محطّة W2XAD، حيثُ شاهده أربعة من مدراء جنرال إلكتريك في منازلهم على شاشات بمقاس «9.7 سم مربع»، وتمَّ بث الصوت على إذاعة دبيلو جي واي [الإنجليزية] الخاصّة بشركة جنرال إلكتريك.
تطوَّرت محطّة التلفزيون التجريبيَّة W2XAD إلى محطّة WRGB المملوكة لجنرال إلكتريك وتمَّ تشغيلها حتَّى عام 1983.

### توليد الطاقة
انتقلت جنرال إلكتريك بِقيادة سانفورد الكسندر موس إلى مجال «شاحن الطائرات التوربيني الفائق»، وأدت هذه التِكنولوجيا إلى تَطوِير محركات توربينية غازية صناعية لإنتاج الطاقة،  وقدمت جنرال إلكتريك مجموعتها الأولى من الشواحن الفائقة خِلال الحرب العالمية الأولى، وطورتها خِلال فترة ما بين الحربين العالميتين، حيثُ أصبَحَ الشاحن الفائق لا يُستغنى عنه في سنوات ما قبل الحرب العالميَّة الثانيةُ مباشرةً، وقدمت جنرال إلكتريك 300 ألف شاحن توربيني فائق للمحركات المُقاتلة والقاذفات، واختارها سلاح الجو الأمريكيّ لتطوير أول محرك نفاث في البلاد خِلال الحرب. وطورت جنرال إلكتريك المحرك النفاث «وايتلي W.1» وعرضته في الولايات المتَّحدة في عام 1941،  وكانت من أكبر الشَّرِكَاتِ من حيثُ قيمة عقود الإِنتاج في زمن الحرب،  وبرزت كواحدة من أكبر شركات تَصنِيع المحرّكات فِي الْعَالم، متجاوزة الشركة البريطانيَّة رولز رويس القابضة.
شهدت الشركة خِلال الثمانينات والتسعينات حملة مقاطعة من بَعض المستهلكين لمصابيحها وثلاجاتها ومُنتَجاتها أُخرى احتجاجًا على دورها في إِنتاج الأسلحة النوويَّة.
في 2002 اِستَحوذت جنرال إلكتريك على أصول شركة طاقة الرياح «إنرون» أثناء تقديمها لطلب الإفلاس،  وَالتي كانت الشركة الأمريكيَّة الوحيدة المُتبقية في مجال تَصنِيع توربينات الرياح الكبيرة في ذلك الوقت، ورفعت جنرال إلكتريك ميزانية قسم الرياح وضاعفت مبيعاته السنويَّة إلى 1.2 مِليار دُولَار في 2003،  وفي 2009 اِستَحوذت على شركة «سكان ويند».
حظيت «جنرال إلكتريك باور» باهتمام الصحافة في 2018 عندما أغلقت نموذج توربين غازي "7HA" في تكساس لشهرين بعدَ انكسار شفرة التوربينات،  حيثُ يستخدم طراز "7HA" تقنية شفرات مماثلة لطراز جنرال إلكتريك الأحدث والأكثر كفاءة "9HA"، وبعد إعادة تشغيل التوربين طورت جنرال إلكتريك طبقات واقية جديدة وطرق معالجة حرارية، حيثُ تمثل توربينات الغاز جُزءًا كبيرًا من أسطول توليد الطاقة للعديد من شركات المرافق في الولايات المتَّحدة، وتُشكل جُزءًا كبيرًا من إيرادات «جنرال إلكتريك باور»، وتأثَّرت توربينات أُخرى لِشَرِكَة تشوبو للطاقة الكهربائيّة في اليابان وكهرباء فرنسا، حيثُ لم تدرك جنرال إلكتريك أن المشكلة ستؤثر على وحدات HA الجديدة.

### الحوسبة
كانت جنرال إلكتريك إحدى شركات الكُمبِيُوتَر الرئيسيَّة في الستينيّات،  حيثُ تمتلك مجموعة من أَجهِزَة الكُمبِيُوتَر ذات الأغراض العامَّة والخاصّة، بما فيها أَجهِزَة الكُمبِيُوتَر ذات الأغراض العامَّة «جي إي 200» و«جي إي 400» وجي إي 600، و«جي إي 4010» و«جي إي 4020» و«جي إي 4060».
في 1962 بدأت جنرال إلكتريك في تَطوِير نِظَام التشغيل GECOS، والذّي كانَ في الأصل لمعالجة الدُفعات، ولكنّه امتد لاحقًا ليشمل مشاركة الوقت ومعالجة المُعاملات، في 1964 انضمت مختبرات بل إلى معهد ماساتشوستس للتكنولوجيا لتطوير نِظَام تشغيل مولتكس على الكُمبِيُوتَر الرئيسيّ «جنرال إلكتريك 645»، استغرق المَشْرُوع وقتًا أطول ممَّا كانَ متوقعًا ولم يحقق نجاحًا تجاريًا كبيرًا، استمر التطوير النشط لنِظَام مولتكس حتَّى عام 1985.
دخلت جنرال إلكتريك في صناعة الكُمبِيُوتَر في الخَمسينِيَّات من القرن الماضي حيثُ كانت أكبر مُستَخدم لأجهزة الكُمبِيُوتَر خارج الحُكومة الفيدراليَّة للولايات المتَّحدة،  وتُعد أول شركة فِي الْعَالم تمتلك جهاز كُمبِيُوتَر، وكان مصنعها الرئيسيّ «أبلاينس بارك» أول موقع غير حكوميّ يستخدم جهاز كُمبِيُوتَر،  وفي 1970 باعت جنرال إلكتريك قسم الكُمبِيُوتَر الخاص بها لِشَرِكَة هانيويل، وتُركت صناعة الكُمبِيُوتَر.
في 2000 خططت شركة "يونايتد تكنولوجيز كروب" لشراء هانيويل، وقدمت جنرال إلكتريك عرضًا مضادًا وافقت عليهِ شركة هانيويل،  وفي 3 يوليو 2001 أصدر الاتحاد الأوروبي بيانًا "يحظر اِستِحواذ جنرال إلكتريك على هانيويل،  بسببِ المخاوف من هيمنتها على الأسواق.
في 27 يونيو 2014 دخلت جنرال إلكتريك في شراكة مع شركة التصميم التعاوني «كويركي» للإعلان عن مصباح إل إي دي يُسمى «لينك» صُمم للتواصل مع الهواتِف الذَكِيّة والأَجهِزَة اللوحية بِاستخدام تطبيق جوال يسمى Wink.

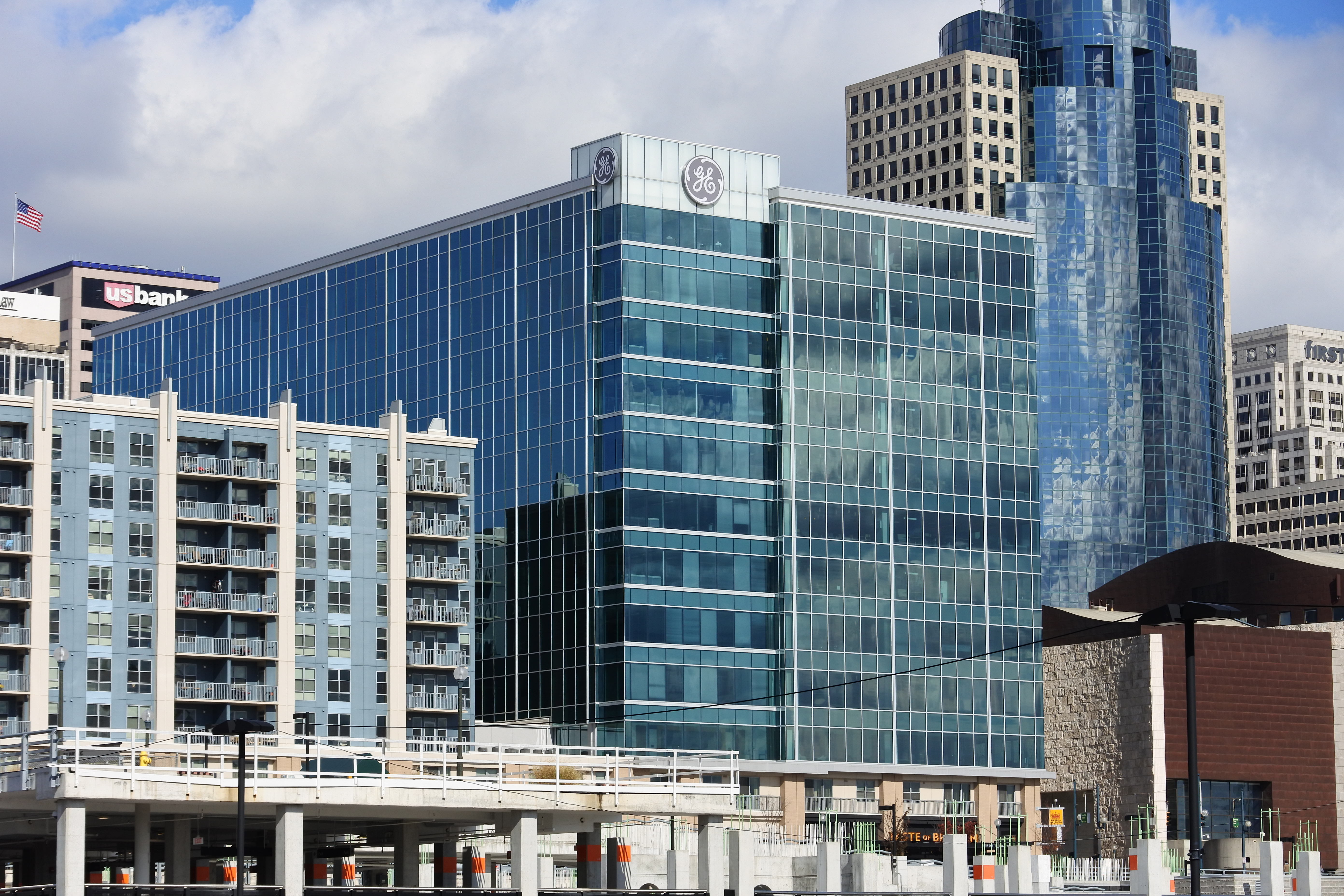
مركز العمليات العالمية في جنرال إلكتريك في وسط مدينة سينسيناتي، أوهايو

### عمليات الاستحواذ
في ديسمبر 1985 اِستَحوذت جنرال إلكتريك على «شركة راديو أمريكا» بشكلٍ أساسي هيئة الإذاعة الوطنية) مقابل 6.28 مِليار دُولَار، وأُعتبر حِينَهَا أكبر اندماج غير نفطيّ في تاريخ الأعمال العالميّ،  واِستَحوذت شركة بيرتلسمان على تسجيلات آر سي إيه و«طومسون إس إيه»، وفي 1986 اشترت جنرال إلكتريك شركة الأوراق الماليَّة «كيدر بيبودي وشركائه» وبعد خسائر فادحة باعتها لِشَرِكَة «باين ويبر» في 1994.
في 2002 اِستَحوذت «فرانسيسكو بارتنرز» و«نورويست فينتشر بارتنرز» على قسم «نظم معلومات جنرال إلكتريك» ومقره في غايثرسبيرغ في ولاية ميريلاند، واحتفظت جنرال إلكتريك بحصة أقلية في القسم،  وفي نف العام تم تشكيل «جي إي ويند إنرجي» عندما اشترت جنرال إلكتريك أصول تَصنِيع توربينات الرياح من شركة «إنرون ويند» بعدَ فضائح إنرون.
في 2004 اشترت جنرال إلكتريك 80 بالمائة من شركة «فيفاندي يونيفرسال إنترتينمنت»، الشركة الأم لِشَرِكَة يونيفرسال بيكشرز التابعة لفيفاندي، حيثُ اشترت فيفاندي 20 بالمائة من «إن بي سي» التي شكلت شركة إن بي سي العالمية، ثم امتلكت جنرال إلكتريك 80 بالمائة من إن بي سي العالميَّة، و20 بالمائة من فيفاندي.
تأسّست جينباكت [الإنجليزية] المَعروفَة سابقًا باسم «جنرال إلكتريك كابيتال انترناشونال سرفيس» في أواخر 1997، وفي 2005 باعت جنرال إلكتريك 60 بالمائة من حصَّتها في جينباكت إلى "جنرال أتلانتيك [الإنجليزية]" و"أوك هيل كابيتال بارتنرز [الإنجليزية]"، وتحوّلت جينباكت إلى شركة مستقلة. فيمَا لا تزال جنرال إلكتريك عميل رئيسي لِشَرِكَة جينباكت في خِدْمَة العملاء والتمويل وتكنولوجيّا المعلومات والتحليلات حتَّى اليوم.
في 2007 اِستَحوذت جنرال إلكتريك على «سميث ايروسبيس» مقابل 4.8 مِليار دُولَار،  واستَحوذت جي إي للطاقة على فيتكو جراي مقابل 1.9 مِليار دُولَار،  واِستَحوذت على «هدريل برشر آند كنترول» في 2008 مقابل 1.1 مِليار دُولَار.
تم بيع «جنرال إلكتريك بلاستيك» في 2008 للشركة السُعوديَّة للصناعات الأساسيّة (سابك)، حيثُ أَعلَنَت جنرال إلكتريك أنَّها تبحث عن خيارات للتخلص من أعمالها الاستهلاكيّة والصناعيّة.
في 3 ديسمبر 2009 أَعلَنَت جنرال إلكتريك ومشغل تلفزيون الكابل كومكاست أن شَّرِكَة «إن بي سي العالميَّة» ستصبح مَشرُوع مُشتَرَك بينهما، حيثُ ستمتلك كومكاست حصّة مسيطرة في الشَّرِكَة، وتحتفظ جنرال إلكتريك بحصة 49 بالمائة،  وستبيع فيفاندي حصَّتها البالغة 20 بالمائة في «إن بي سي العالميَّة» إلى جنرال إلكتريك مُقابِل 5.8 مِليار دُولَار أمريكي، وإِذَا لَم تكتمل صَفقَة «جنرال إلكتريك وكومكاست» بحلول سبتمبر 2010 ستبيع فيفاندي 7.66 بالمائة مِن إن بي سي العالميَّة إلى جنرال إلكتريك مُقابِل 2 مِليار دُولَار أمريكي، وَفِي نهاية الصفقة ستبيع لَهَا حصَّتها المُتبقية البالغة 12.34 بالمائة مُقابِل 3.8 مِليار دُولَار أمريكي.

#### 2010 إلى الوقت الحاضر
في 1 مارس 2010 أَعلَنَت جنرال إلكتريك أنَّها ستبيع حصَّتها البالغة 20.85 بالمائة في «بنك غارانتي» التركي،  فيمَا وقَّعت جنرال إلكتريك للرعاية الصحيّة في أغسطس 2010 شراكَةِ إستراتيجيَّة لجلب تكنولوجيّا التصوير المقطعي المحوسب للقلب والأوعية الدموية مِن شَّرِكَة أرينيتا الإسرائيليّة الناشئة،  وَفِي أكتوبر 2010 اِستَحوذت جنرال إلكتريك على شَّرِكَة تَصنِيع محركات الغاز «دراسر» مُقابِل 3 مِليار دُولَار،  واِستَحوذت أيضًا على بَرنامَج «أوبال سوفت وير» في 14 أكتوبر 2010 وهُوَ بَرنامَج متخصص في ترحيل البيانات ومحاكاة أَنظِمَة التحكم الصناعي سكادا. وَفِي ديسمبر 2010 اشترت شَّرِكَة تَصنِيع أنابيب النفط «وَيل ستريم» مُقابِل 800 مليُون جنيه إسترليني (1.3 مِليار دُولَار أمريكي).
في مارس 2011 أَعلَنَت جنرال إلكتريك أنَّها اِستَحوذت على شَّرِكَة «لينيج القابضة» مِن مَجمُوعَة جوريس،  وَفِي أبريل أكملت شِرَاء قسم دعم الآبار في «جون وود بي إل سي» مُقابِل 2.8 مِليار دُولَار. وَفِي العَامِ ذاته باعت «جنرال إلكتريك كابيتال» أصول مكسيكيَّة لسانتاندير مُقابِل 162 مليُون دُولَار وتُركت العَمَل في المكسيك، وتولَّت سانتاندير دُيونِ محفظة «جنرال إلكتريك كابيتال» في البلاد، وركزت «جنرال إلكتريك كابيتال» على أعمالها الأساسيّة بَعدَ أن تخلصت مِن أصولها غير الأساسيّة.
في يونيو 2012 قال الرَّئِيس التَّنفِيذِيِ ورَئِيسَ جنرال إلكتريك «جيف إيميلت» أن الشَّرِكَة ستستثمر 3 مِليار دُولَار لتسريع أعمالها في ولاية كارناتاكا،  وَفِي أكتوبر 2012 اِستَحوذت جنرال إلكتريك على ودائع مصرفية بقِيمَة 7 مِليار دُولَار مِن متلايف.
في 19 مارس 2013 اشترت كومكاست أسهم جنرال إلكتريك في «إن بي سي العالمية» مُقابِل 16.7 مِليار دُولَار، منهية حصَّتها الطويلة في وَسَائِل الإعلاَمِ التلفزيونيَّة والأَفلامَ،  وَفِي أبريل 2013 اِستَحوذت جنرال إلكتريك على شَّرِكَة «صناعات لوفكين» لصناعة مضخات حقول النفط مُقابِل 2.98 مِليار دُولَار.
في أبريل 2014 أجرت جنرال إلكتريك محادثات للاستحواذ على قسم الطاقة العالميّ التابع لمجموعة ألستوم الهندسيَّة الفرنسيَّة في صَفقَة تَبلُغ نَحو 13 مِليار دُولَار،  وقدمت شركتيّ سيمنز وميتسوبيشي للصناعات الثقيلة عرض منافس مُشتَرَك في يونيو 2014 للاستحواذ على أَعمَال التوربينات الغازيّة لِشَرِكَة ألستوم مُقابِل 3.9 مِليار يورو، واقترحت ميتسوبيشي للصناعات الثقيلة مشروعًا مشتركًا في التوربينات البُخاريَّة، بِالإضافة إلى دَفعِ 3.1 مِليار يورو نقدًا.
وَفِي يونيو 2014 قدمت جنرال إلكتريك عرض رسمي بقِيمَة 17 مِليار دُولَار وَافَقت عليهِ إِدَارَةَ ألستوم، حيثُ تضمن شِرَاء الحُكومة الفرنسيَّة حصّة 20 بالمائة في ألستوم لِلمُساعدة في تأمين مصالح الطاقة والنَّقلِ والوظائف الفرنسيَّة، ورفضت ألستوم عرض «سيمنز - ميتسوبيشي للصناعات الثقيلة» المُنافس، وَكَانَ مِن المتوقع الانتهاء مِن عَمَلِيَّةِ الاِستِحواذ في 2015،  فيمَا أَعلَنَت جنرال إلكتريك في أكتوبر 2014 أنَّها تدرس بيع بنك «بي بي إتش» للأعمال المصرفيّة البولنديَّة،  وَفِي العَامِ ذاته أَعلَنَت جنرال إلكتريك أنَّها تخطط لافتتاح مَركَزِ عالمي عملياتها في سينسيناتي بولاية أوهايو،  وأفتتحته رسميًا في أكتوبر 2016 ليكون مقرًا لمنظمة جنرال إلكتريك لِلخِدماتِ المُشتركة مُتَعَدّدَة الوظائف، ويدعم المَركَزَ الشؤون الماليَّة والمحاسبية لِلشَّرِكَة، والمواردِ البشريَّة، وتكنولوجيّا المَعلُومَاتِ، وسِلسِلَة التوريد، والعمليَّات القانونيَّة والتجاريَّة، وهُوَ وَاحِد مِن أربعة مَرَاكِزِ خِدماتِ مُشتَرَكَة مُتَعَدّدَة الوظائف تَابِعَة لجنرال إلكتريك في جَمِيعَ أنحاءِ العَالَمِ المتواجدة في مَدِينَة بودونغ الصينيَّة، وبودابست المجريَّة، ومونتيري المكسيكيَّة.
في أبريل 2015 أَعلَنَت جنرال إلكتريك عَن نيتها بيع محفظتها العقارية البالغة قيمَتها 26.5 مِليار دُولَار إلى ولز فارجو ومجموعة بلاكستون،  وأُعلنت في أبريل 2015 أنَّها ستبيع مُعظم وحدتها الماليَّة وبأنَّها ستعيد 90 مِليار دُولَار للمساهمين، حيثُ تسعى للتخلص مِن صورتها كشركة «مختلطة» في البنوك والتَصنِيع. وَفِي أغسطس 2015 اشترى بنك كابيتال ون أَعمَال الخِدماتِ الماليَّة للرعاية الصحيّة مِن «جنرال إلكتريك كابيتال» مُقابِل 9 مِليار دُولَار أمريكي. وَفِي أغسطس 2015 أيضًا وَافَقت على بيع مِنَصّة الإيداع عبر الإنترنت «جنرال إلكتريك كابيتال بانك» إلى شَّرِكَة غولدمان ساكس، وَلَم تُكشف شروط الصفقة، وتهدف جنرال إلكتريك للخروج مِن القِطَاعِ المصرفي الأمريكيّ وَتَحرِير نفسها مِن تشديد اللوائح المصرفيّة، وتهدف أيضًا للتخلي عَن مكانتها باِعتِبارِهَا «مؤسَّسة ماليَّة ذَات أهَمِيَّةِ منهجية».
في سبتمبر 2015 وَافَقت «جنرال إلكتريك كابيتال» على بيع «وحدة تمويل النَّقلِ» إلى بنك مونتريال الكندي، الَّتِي تتضمن أصول تَبلُغ 8.7 مِليار دُولَار أمريكيّ (11.5 مِليار دُولَار كندي)، و600 مُوَظَّف و15 مكتبًا في الوَلاَياتِ المتَّحدة وكندا، فيمَا لَم يُكشف عَن شروط الاتفاقيَّة، لكنّ قِيمَة الصفقة سيعتمد على قِيمَة الأصول عِندَ الإغلاق،  وَفِي أكتوبر 2015 اشترى صُندُوقِ المستثمر الناشط «نيلسون بيلتز تريان» حصّة بقِيمَة 2.5 مِليار دُولَار في الشَّرِكَة.
في يناير 2016 اِستَحوذت هاير جروب على قسم الأَجهِزَة في جنرال إلكتريك مُقابِل 5.4 مِليار دُولَار. وَفِي أكتوبر 2016 وَافَقت جنرال إلكتريك للطاقة المُتجددة على دَفعِ 1.5 مِليار يورو لِشَرِكَة «داوتي هانسون وشركائه» لطاقة الرياح خِلال عام 2017.
دخلت جنرال إلكتريك في مفاوضات للجمع بَينَ جنرال إلكتريك للنفط والغاز وبيكر هيوز في صَفقَة تَبلُغ قيمَتها حوالي 30 مِليار دُولَار، لِإِنشاءِ كيان للتداول العَامِ تتحكم فِيه جنرال إلكتريك،  وستبيع شَّرِكَة جي إي للطاقة أعمالها في مَجَالِ معالجة المياه كجزء مِن الاتفاقيَّة،  واكتملت الصفقة في 3 يوليو 2017،  وَفِي نوفمبر 2018 خفضت جنرال إلكتريك حصَّتها في بيكر هيوز إلى 50.4 بالمائة،  وخفضتها مرَّة أُخرى في 18 أكتوبر 2019 إلى 36.8 بالمائة.
في أبريل 2017 أَعلَنَت جنرال إلكتريك عَن مَقَر شَّرِكَة جَدِيد يُعرف بِاِسمِ «جي إي إنفيشن بوينت»، تَبلُغ مساحته 2.5 فدان وتَبلُغ تكلفته 200 مليُون دُولَار، أُقيمَ حفلِ وَضع حجر الأَسَاسِ للمقر بِمُشَارَكَةِ 800 شخص في 8 مايو 2017، ومِن المتوقع اكتمال البناء فِيه في مُنتَصَف عام 2019.
في مايو 2017 وقَّعت جنرال إلكتريك صفقات تجاريَّة مَعَ المملكة العربيَّة السُعوديَّة، تَبلُغ قيمَتها 15 مِليار دُولَار،  وتُعد السُعوديَّة مِن أكبر عملاء جنرال إلكتريك. وَفِي سبتمبر 2017 أَعلَنَت عَن بيع شَّرِكَة الحلول الصناعيّة التَّابِعَةَ لَهَا لِشَرِكَة إيه بي بي.

### مزاعم الاحتيال
في 15 أغسطس 2019 اتَّهم "هاري ماركوبولوس [الإنجليزية]" المحقق في الاحتيال الماليّ والمعروف باكتشافه مخطط بونزي يديره برنارد مادوف، شركة جنرال إلكتريك بأنَّها «مُحتالة أكبر من شركة إنرون»، وإن لها مليارات في الاحتيال المحاسبي، فيمَا نفت جنرال إلكتريك ارتكاب أي مخالفات.
في 6 أكتوبر 2020 أفادت شركة جنرال إلكتريك بأنَّها تلقت إشعارًا من هيئة الأوراق المالية والبورصات الأمريكية يفيد بأنَّ الهيئة ستتخذ إجراءات ضدها بسببِ الانتهاكات المُحتملة لقوانين الأوراق الماليَّة.

## شؤون الشركة
تنتج الشركة المعدات الكهربائية، والإلكترونية، واللدائن، ومحركات الطائرات، ومعدات التصوير الطبي، والخدمات المالية.

## الأداء المالي
| العام | الإيرادات مليون دولار أمريكي | صافي الدخل مليون دولار أمريكي | إجمالي الأصول مليون دولار أمريكي | سعر السهم دولار أمريكي | الموظفين |
| ----- | ---------------------------- | ----------------------------- | -------------------------------- | ---------------------- | -------- |
| 2005  | 136.580                      | 16720                         | 673321                           | 22.35                  |          |
| 2006  | 151.568                      | 20742                         | 696683                           | 22.43                  |          |
| 2007  | 172488                       | 22،208                        | 795683                           | 25.44                  |          |
| 2008  | 181.581                      | 17،335                        | 797.769                          | 19.44                  |          |
| 2009  | 154،438                      | 10725                         | 781901                           | 9.96                   |          |
| 2010  | 149.567                      | 11.344                        | 747793                           | 12.68                  |          |
| 2011  | 146.542                      | 13،120                        | 718189                           | 14.32                  |          |
| 2012  | 146684                       | 13،641                        | 684999                           | 16.56                  |          |
| 2013  | 113،245                      | 13057                         | 656.560                          | 20.32                  | 307000   |
| 2014  | 117184                       | 15،233                        | 654954                           | 22.72                  | 305000   |
| 2015  | 117386                       | −6،145                        | 493071                           | 24.28                  | 333000   |
| 2016  | 123،693                      | 8176                          | 365183                           | 28.36                  | 295000   |
| 2017  | 122.092                      | −6222                         | 377.945                          | 25.02                  | 313000   |
| 2018  | 121،615                      | 22802                         | 309129                           | 12.71                  | 283000   |

## البورصة
بصفتها شركة مطروحة للتداول العام في بورصة نيويورك، كانَ سهم جنرال إلكتريك أحد المكوّنات الثَّلاثينَ لمؤشر داو جونز الصناعي من 1907 إلى 2018، وهي أطول فترة مستمرة لأي شركة في المؤشر،  وبلغت القيمة السوقية للشركة 601 مِليار دُولَار في أغسطس 2000، وكانت حِينَهَا الشركة الأكثر قيمة فِي الْعَالم. في 26 يونيو 2018 أُزيل سهمها من المؤشر وأُستبدل بسهم شركة ولجرينز بوتس أليانس. وقبل إزالته كانَ سيئ الأداء حيثُ انخفض أكثر من 55 بالمائة،  وفقدت الشركة المزيد من قيمتها بعدَ إزالة سهمها من المؤشر.

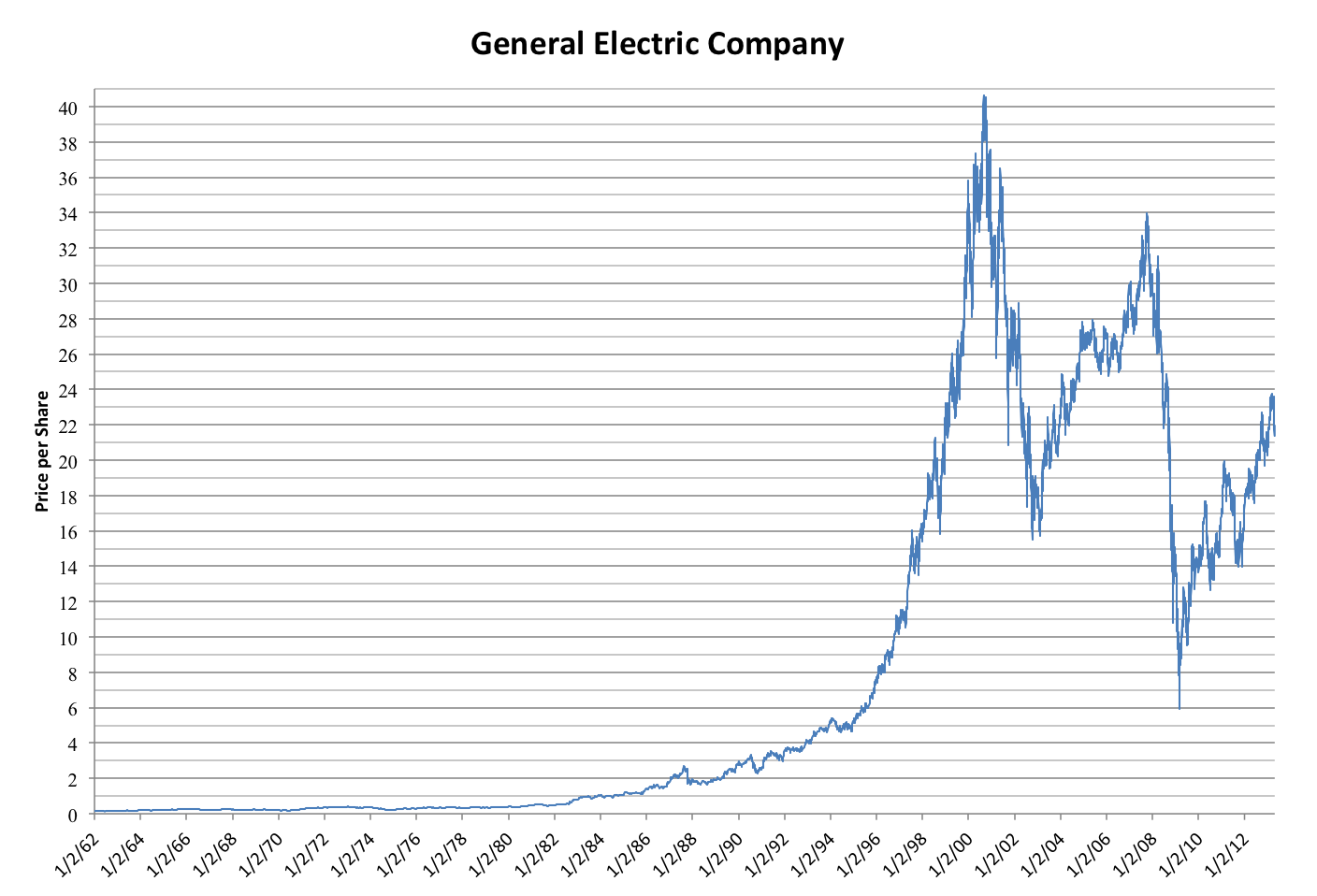
الرسم البياني لسعر سهم GE الخطي 1962-2013
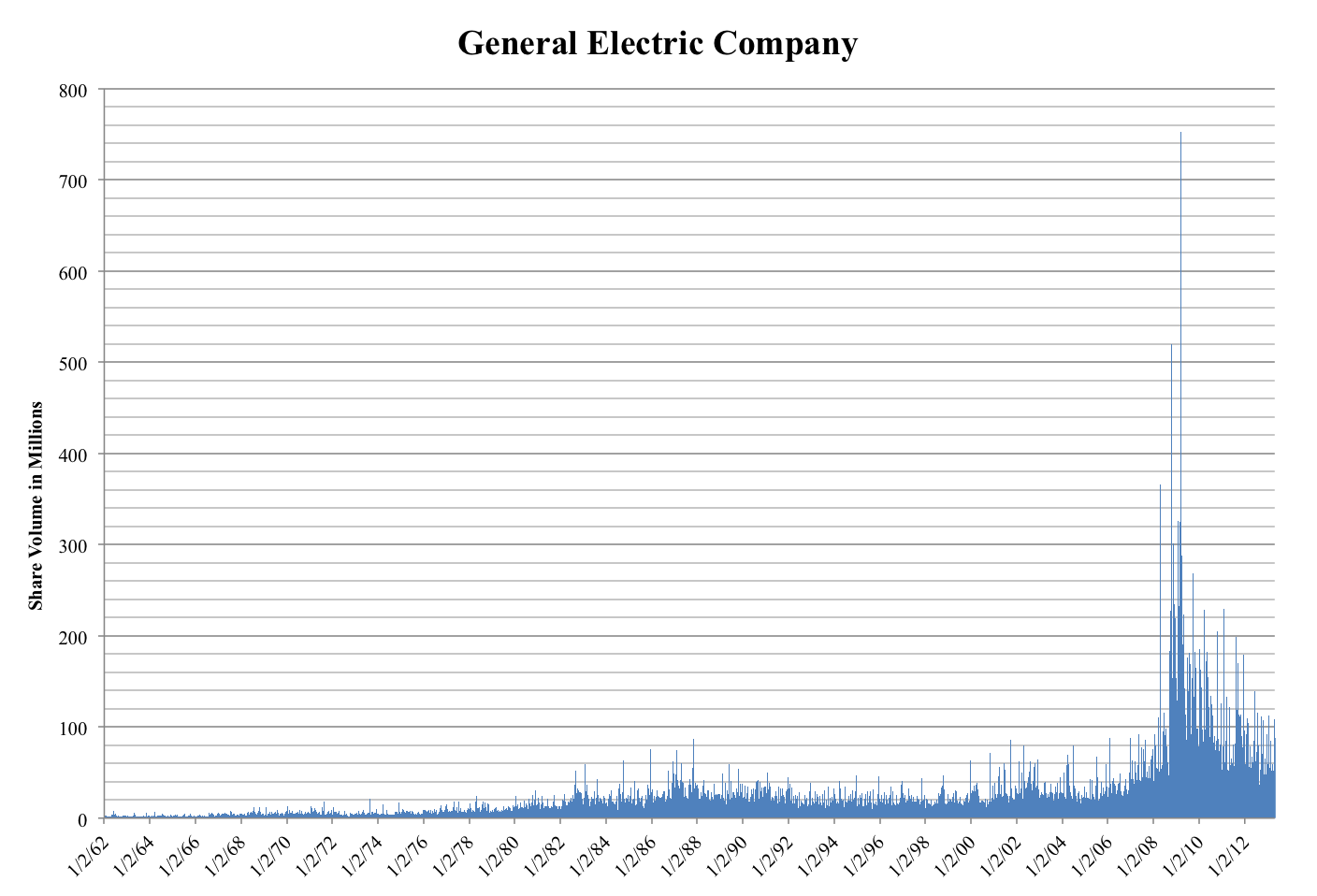
الرسم البياني لحجم تداول GE

## السجل البيئي

### التلوث
أدَّت بَعض أنشطة جنرال إلكتريك إلى تلوث المياه وتلوث الهواء على نطاق واسع،  وتورطت من قبل في النفايات السامة،  وتُعد رابع أكبر شركة ملوثة للهواء في الولايات المتَّحدة، 
في عام 1983 رفع المدعي العام لولاية نيويورك روبرت أبرامز دَعوَى في محكمة مقاطعة الولايات المتَّحدة للمنطقة الشماليَّة من نيويورك لإجبار شركة جنرال إلكتريك على دفع ثمن تنظيف أكثر من 100 ألف طن من المواد الكيميائيّة في مصنع وترفورد في ولاية نيويورك. وفي عام 1999 وافقت الشركة على دفع 250 ملْيُون دُولَار لتنظيف نهر هوساتونيك الملوث بمركبات ثنائي الفينيل متعدد الكلور ومواد خطرة أُخرى.
كانت المفاعلات النوويَّة المُشاركة في أزمة 2011 في محطة فوكوشيما النووية الأولى لتوليد الطاقة في اليابان من تصميم جنرال إلكتريك،  وقد أثيرت مخاوف بشأن تصميم وسلامة المفاعلات في وقتٍ مبكر من 1972، ولم يُناقش خطر التسونامي في ذلك الوقت. في مايو 2019 تم إغلاق محطة بيلغريم للطاقة النووية المثيرة للجدل، في بليموث بولاية ماساتشوستس، وهي من تصميم جنرال إلكتريك.

#### تلوث نهر هدسون
لوثت شركة جنرال إلكتريك نهر هدسون بمركبات ثنائي الفينيل متعدد الكلور بين عاميّ 1947 و1977،  وتسبب ذلك في آثار ضارة بالحياة البرية والأشخاص،  واحتج نشطاء على ذلك بطرق مختلفة، وللفت الانتباه لهذه المشكلة أَسّسَ الموسيقيّ بيت سيغر «مهرجان كليرووتر»، وفي 1983 أعتبرت وكالة حماية البيئة الأمريكية أن مسافة 320 كيلومتر من النهر منطقة ملوثة وأعلنتها موقع استجابة بيئية شاملة. وأدت مصادر التلوث الأُخرى مثل التلوث بالزئبق وإغراق مياه الصرف الصحي إلى حدوث مشاكل في مستجمعات مياه نهر هدسون.

#### تلوث نهر هوساتونيك
لوثت جنرال إلكتريك «نهر هوساتونيك» بمخلفات ثنائي الفينيل متعدد الكلور من مصنعها في بيتسفيلد، ماساتشوستس من حوالي 1932 إلى 1977، وأَعلَنَت وكالة حماية البيئة مصنع بيتسفيلد وعدة أميال من النهر «موقع استجابة بيئية شاملة» في 1997، وأمرت جنرال إلكتريك بتنظيف الموقع. وكان سبب التلوث مادتي أروكلور 1254 وأروكلور 1260. تعاني الطيور المائيَّة والأسماك التي تعيش في النهر وحوله من مستويات كبيرة من مركبات ثنائي الفينيل متعدد الكلور.

### المبادرات البيئيَّة

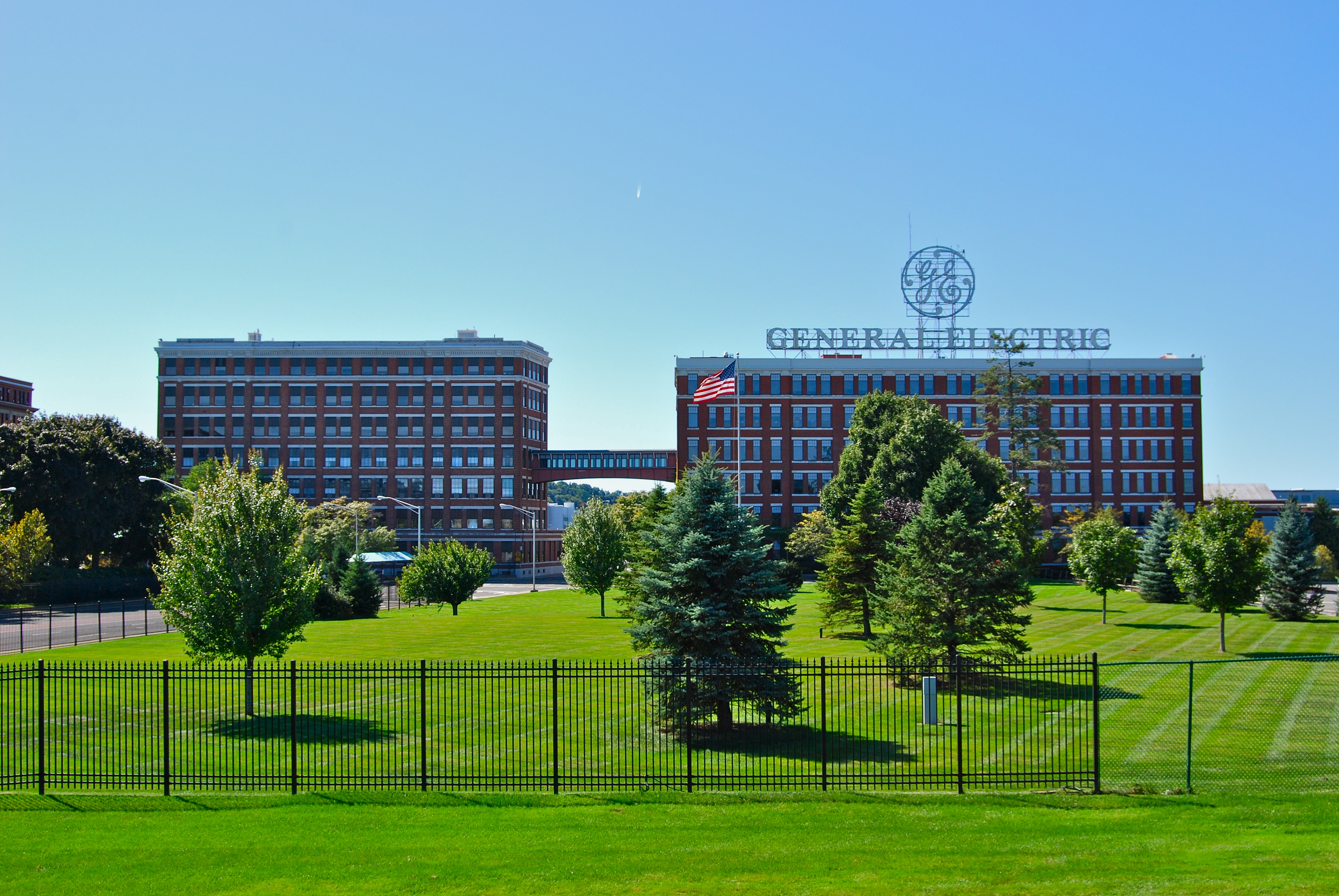
منشأة جنرال إلكتريك في شينيكتادي، نيويورك

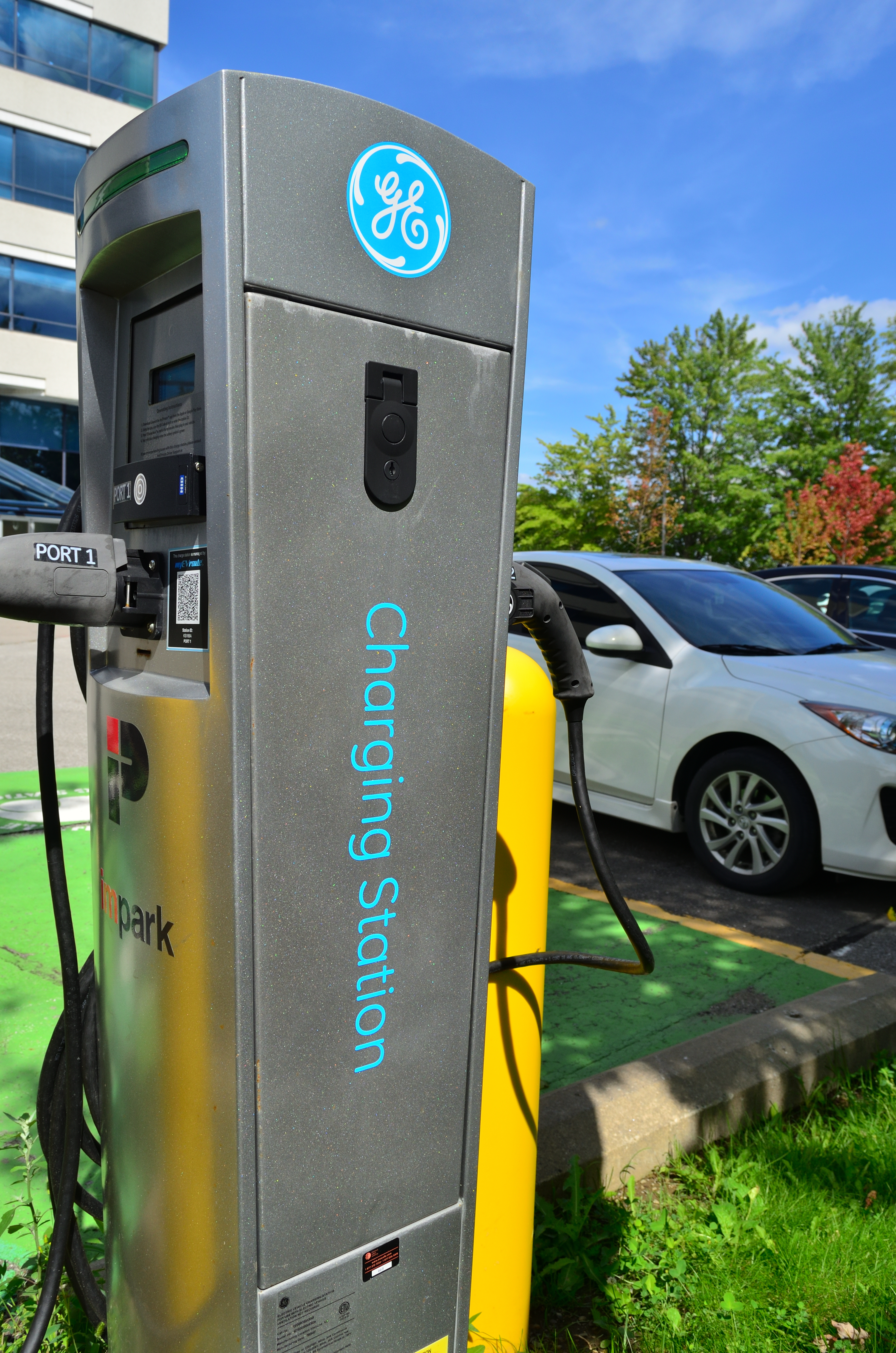
محطة شحن جنرال إلكتريك EV في أمريكا الشمالية

وسعت «جنرال إلكتريك إنرجي» أعمالها في الطاقة المُتجددة لمواكبة الطلب الأمريكيّ والعالميّ المُتزايد على الطاقة النظيفة، ومُنذُ دخولها صناعة الطاقة المتجددة في عام 2002 استثمرت جنرال إلكتريك أكثر من 850 ملْيُون دُولَار في تَسوِيق الطاقة المُتجددة.
أَطلَقَت جنرال إلكتريك بَرنامَج «ايكو ماجينيشن» في مايو 2005، الذي يهدف إلى تَطوِير حلول الغد مثل الطاقة الشمسيَّة، والقاطرات الهجينة، وخلايا الوقود، ومحركات الطائرات منخفضة الانبعاثات، ومواد متينة أقوى وإضاءة فعالة وتكنولوجيّا تنقية المياه،  وعلقت صحيفة نيويورك تايمز على ذلك بأنَّ تركيز جنرال إلكتريك المُتزايد على التقنيَّة النظيفة يقابله عنادها في تنظيف مخلفاتها السامة. وفي 2007 رفعت هدف إيراداتها السنويَّة لمبادرة «ايكو ماجينيشن» إلى 20 مِليار دُولَار بعدَ الاستجابة الإيجابيّة لخطوط إِنتاجها الجديدة. وقَالَت إنها ستستثمر 1.4 مِليار دُولَار في مجال البحث والتطوير في مجال التِكنولوجيا النظيفة في عام 2008 كجزء من مبادرة «ايكو ماجينيشن»، وحتَّى أكتوبر 2008 طرحت 70 منتجًا صديقًا للبيئة في السوق بدءًا من مصابيح الهالوجين إلى محركات الغاز الحيوي، واِستَحوذت على شركة «كيلمان المحدودة» في أغسطس 2008،  وهي شركة مَقَرها أَيِرلَندَا الشماليَّة متخصصة في تقنيات المُراقبة والتشخيص المتقدّمة للمحولات المُستخدمة في توليد الطاقة المُتجددة.
في عام 2010 رفعت جنرال إلكتريك استثماراتها في «ايكو ماجينيشن» واضافت 10 مِليار دُولَار، 
في 26 مايو 2011 كشفت جنرال إلكتريك عن مرآب "إي في سولار كاربورت (بالإنجليزية: EV Solar Carport)‏" الذي يُضمُّ ألواحًا شمسية على سطحه تُستخدم لشحن السيَّارات الكهربائيّة. وفي 6 يونيو 2011 أَعلَنَت عن حصولها على ترخيص لتكنولوجيا الطاقة الشمسيَّة الحراريّة من «إي سولار» ومَقَرها كاليفورنيا لاستخدامها في محطَّات الطاقة التي تستخدم الطاقة الشمسيَّة والغاز الطَّبيعِيّ.

## المبادرات التربوية
في عام 1900 أسست الشركة مختبر أبحاث، وطورت معظم منتجاته اللاحقة (مثل الأدوات المنزلية المختلفة) بواسطة العلماء.
تتعاون «جنرال إلكتريك للرعاية الصحيّة» مع جامعة وين للولاية مدرسة الطب والكليَّة الطبيَّة في ساوث كارولينا لتقديم منهج متكامل للأشعة في الموجات فوق الصوتيَّة التشخيصيّة المتقدّمة في دراسة الجاذبيَّة الدقيقة. وتبرعت جنرال إلكتريك بأكثر من ملْيُون دُولَار من معدات الموجات فوق الصوتيَّة (بالإنجليزية: Logiq E Ultrasound)‏ لهاتين المؤسستين.

## مبادرات التَسوِيق
أَطْلَقَت جنرال إلكتريك حملة تسويقيَّة للمحتوى بين سبتمبر 2011 وأبريل 2013، مخصصة لسرد قصص المبتكرين، وتَضمّنَت المُبادرة 30 فيلم قصير مدته 3 دقائق لمخرجي أفلام وثائقية بارزون منهم ألبرت ميسيلز، وجيسيكا يو، وليزلي إيوركس، ستيف جيمس، وأليكس غيبني، وليكسين فان، وغاري هوستويت وغيرهم.
أطلق «الأَفلامَ القصيرة والأفكار الكبيرة» في مهرجان تورونتو السينمائي الدولي 2011 بالشراكة مع مورغان سبورلوك، حيثُ تضَّمنت القصص اختراقات في معالجة المياه، وأبحاث السرطان، وإنتاج الطاقة، وإدارة الألم والوصول إلى الغذاء، وحصل كلّ فيلم من الأَفلامَ الثَّلاثينَ على عرض عالمي في مهرجان سينمائي دولي كبير، بما فيها مهرجان صاندانس السينمائي ومهرجان تريبيكا السينمائي، وحصل فيلم مؤسسة سايبروج على جائزةً 100٬000 دولار أمريكي في 2013 في مهرجان صاندانس السينمائي. وعبر الإنترنت شُوهدت الحملة 14 مِليار مرَّة في 156 دولة.
في يناير 2017 وقَّعت جنرال إلكتريك صَفقَة بتكلفة 7 مِليار دُولَار مع بوسطن سيلتكس لوضع شعار الشركة على قميص فَرِيق الدوري الاميركي للمحترفين.

## وصلات خارجية
- الموقع الرسمي